# 斑科马蛛
斑科马蛛（学名：Comaroma musculosa）为球蛛科科马蛛属的动物。分布于日本以及中国大陆的浙江等地，常生活于落叶层。该物种的模式产地在日本。